# Église de Tous-les-Saints de Lund
Pour les articles homonymes, voir Église de Tous-les-Saints et Allhelgonakyrkan.
L'église de Tous-les-Saints (suédois : Allhelgonakyrkan) est une église paroissiale située dans la ville de Lund en Suède, à environ 600 mètres au nord de la cathédrale. Culminant à une hauteur de 72 mètres, c'est le second plus haut bâtiment de la ville.

## Bâtiment
C'est l'évêque Johan Henrik Thomander (1798-1865) qui, estimant la cathédrale trop petite pour l'accueil de tous les fidèles, décide de la construction d'une nouvelle église. Les travaux commencent en 1887, et l'inauguration a lieu en 1891. De style néo-gothique, l'édifice est une œuvre de l'architecte Helgo Zettervall.
Le clocher culmine à une hauteur de 72 mètres, ce qui en fait le second plus haut bâtiment de la ville. Visible depuis les plaines environnantes, il abrite trois cloches produites à la fonderie Ohlsson d'Ystad, qui sont inaugurées en 1966 pour les soixante-quinze ans de l'église.
Des travaux de rénovation ont lieu pendant l'été 2009, avec le remplacement de 5 000 à 6 000 des pierres murales.

## Intérieurs
Les vitraux du chœur représentent des scènes de la résurrection du Christ issues des Actes des apôtres. Ils ont été réalisés à Innsbruck. Le retable est en ciment brut. Un triptyque en bois de Carl Johan Dyfverman représente au centre un crucifix et sur les côtés l'apôtre Jean et la mère du Christ. Les peintures décoratives sont l'œuvre de Svante Thulin.